# 大藤信郎
大藤 信郎（おおふじ のぶろう、本名：大藤 信七郎、1900年6月1日 - 1961年7月28日）は、東京都浅草出身の日本の男性、アニメ監督である。

## 経歴
戦前期には江戸千代紙を用いた切り絵アニメーション、戦後は影絵と色セロファンを用いたアニメーションを個人で作り続け、とりわけ後者は日本のアニメーションとして初めて国際的な評価を受ける。特に1953年にカンヌ国際映画祭短篇部門に出品した『くじら』（1952年完成）は上映会場で画家パブロ・ピカソにも絶賛された。没後、大藤の生涯の業績を記念して毎日映画コンクールの中に大藤信郎賞が設けられた。
東京浅草の蓄音機録音スタジオを経営する家で、8人兄弟の7番目の子として生を享ける。18歳で日本アニメ界の創始者の一人、幸内純一のスミカズ映画社に入って動画を学ぶ。1921年、21歳で自らのスタジオとして自由映画研究所を設立し、初の劇場公開作『馬具田城の盗賊』（1926年）の好評を受けて1927年には千代紙映画社と改名した。こうした初期の短篇アニメーションは劇映画の併映作品として一般に公開され、『鯨』（1927年）や『珍説吉田御殿』（1928年）はソ連やフランスでも上映されている。しかしアメリカのトーキーのカートゥーン作品が輸入されるようになると、大藤の千代紙作品が劇場公開される道が閉ざされたため、セル・アニメーションのカートゥーンにも携わるようになり、一時は政岡憲三とも共同で製作をした。1930年代から終戦までは文部省や海軍省から委託された作品を主に製作し、技法としては影絵映画を志すようになった。宗教団体のスポンサーによって日本の神話や仏教を題材とした作品を作りつつ、色セロファン影絵という独自の技術を磨いて自主製作で『くじら』と『幽霊船』を完成させた。それらは商業的な成功を得ることはなかったが、『くじら』と『幽霊船』は海外の映画祭で高い評価を受けて、当時日本では過去の人となっていた大藤の名を残すこととなった。
大藤の長姉の八重は、信郎が6歳のとき母親が死去して以来、母代わりとなって公私にわたり末弟の信郎を支援し続けた。スタジオの機材一式を買い与え、姪の芳枝とともに助手として、弟子のいない信郎の創作を手伝ったのは八重であった。1961年、長篇作品として企画していた『ガリバー旅行記』と『竹取物語』の完成をみることなく信郎が脳軟化症によって没すると、八重はその全財産を毎日映画コンクールに寄託。その基金を元に1962年より大藤信郎賞が設けられた。またその後大藤の遺品は八重の手で東京国立近代美術館フィルムセンターに寄贈された。大藤と八重の墓所は神奈川県小田原市の時宗蓮台寺にある。

## 受賞歴
- ウルグアイ映画祭入賞『蜘蛛の糸』（1946年）
- カンヌ国際映画祭短編部門2位『くじら』（1953年）
- ヴェネツィア国際記録映画祭特別奨励賞『幽霊船』（1956年）
- 文化庁文化功労賞（1959年）
- 第16回毎日映画コンクール特別賞（1961年）

## 関連人物
- 幸内純一（日本の最初期のアニメ演出家。代表作『塙凹内名刀之巻』、『ちょん切れ蛇』）
- 北澤楽天（日本最初の職業漫画家）